# Desmosedici
Desmosedici bezeichnet Motorräder des italienischen Herstellers Ducati mit Desmodromik und 16 (italienisch: sedici) Ventilen. Im Gegensatz zu den von Ducati als Desmodue oder Desmoquattro bezeichneten Modellen mit Zweizylindermotoren sind Desmosedici mit Vierzylindermotoren ausgestattet.
Das erste Modell dieser Art war die Ducati Desmosedici, mit der ab 2003 MotoGP-Rennen bestritten  wurden. 
Ducati produzierte 2007 und 2008 eine Desmosedici RR genannte Kleinserie von Replica der MotoGP-Maschinen in limitierter Auflage.
Seit 2018 wird der "Desmosedici Stradale" getaufte Motor serienmäßig in allen Modellen der Panigale V4 und Streetfighter V4 Baureihe eingesetzt.